# Csíkszenttamás

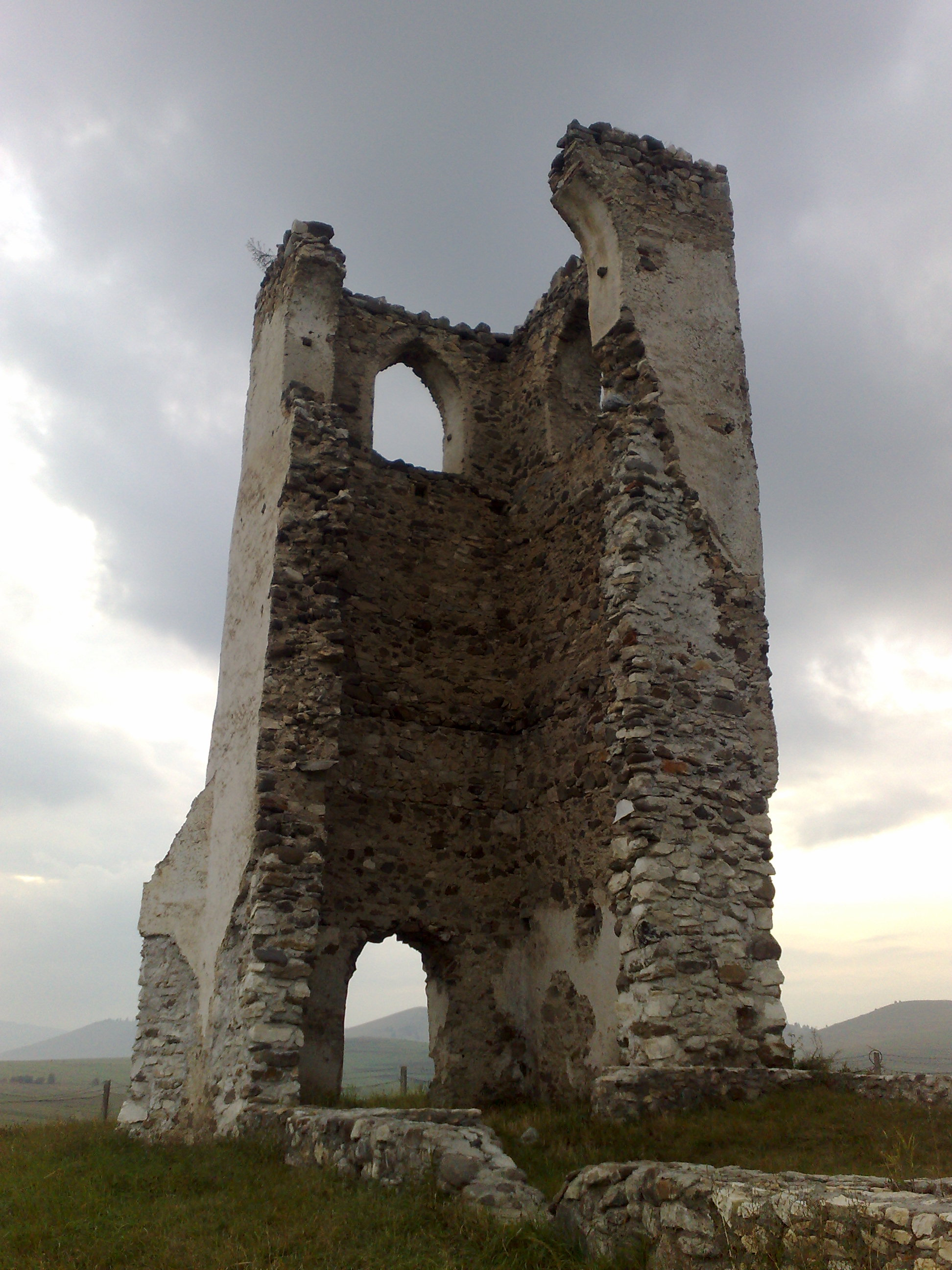
A Csíkszenttamás melletti Csonkatorony

Csíkszenttamás (románul: Tomești) falu Romániában Hargita megyében. 2004-ig közigazgatásilag Karcfalvához tartozott, azóta önálló község

## Fekvése
Csíkszeredától 22 km-re északra a Bábassz és  Szádok-patakának Oltba ömlésénél fekszik.

## Története
1333-ban Sancto Toma néven említik először. Az Árpád-kori faluból csak egykori gótikus temploma tornyának romja a Csonkatorony maradt meg a mai falutól 2–3 km-re feljebb.
A templomot 1725-ben bontották le, egykor várfal övezte.
A plébánia kertjében 1725-ben az Aba család kápolnája állott a Sarlós Boldogasszonynak szentelve. Azóta elpusztult. 1910-ben 2791, kizárólag magyar lakosa volt. A trianoni békeszerződésig Csík vármegye Felcsíki járásához tartozott. 1992-ben 2770 lakosából 4 kivételével mind magyarok.
2003-ig Karcfalva községhez tartozott, ekkor alakították önálló községgé.

## Látnivalók
- Barokk stílusú római katolikus temploma 1778-ban épült. A templomban több, a régi 15. századi templomból átmentett műkincs van. Legnevezetesebbikük a 15. század derekán készített Csíkszenttamási Madonna. A templomot erődfal övezi.
- A templom dombjának alján található a Feneketlen-tó, melyet melegvizű forrás táplál.
- A falu közelében egy dombot Balaskó-várának neveznek, de a várnak már nyoma sincsen.
- A Sándor család 1592-ben építtetett Szent Anna kápolnája a falutól nyugatra emelkedö dombon áll, 1861-ben építették újjá.
- A templomrom közelében a Carina nevű helyen az Abaffyak 17. századi kétbástyás kastélyának alapjait tárták fel.
- Az uniós elvárások alapján felújított, 2011-ben átadott kultúrotthon a falu központjában található.

## Itt született
- 1941. december 8. – Bíró Károly földműves, a kommunizmus áldozata.

## Testvértelepülései
- Tét
- Szűcsi
- Gyenesdiás
- Forráskút